# سیاوش اکبرپور
سیاوش اکبرپور (زادهٔ ۱ بهمن ۱۳۶۳ در شیراز) بازیکن سابق و مربی فوتبال اهل ایران است.

## زندگی ورزشی
او فوتبال را به صورت حرفه‌ای از تیم فجر سپاسی شیراز آغاز نمود. وی در سال ۱۳۸۳ از تیم فجر سپاسی شیراز به تیم استقلال تهران نقل مکان کرد و بعد از سه سال به تیم الظفره امارات پیوست. بعد از یک فصل بازی در این تیم اماراتی دوباره به تیم استقلال تهران پیوست.
وی ۶ مرداد ۱۳۹۴ از دنیای فوتبال خداحافظی کرد.

## مهارت
اکبرپور یک بازیکن فیزیکی و ماهر در بازی درگیرانه بود و معمولاً به عنوان هافبک چپ هم در حمله و گاهی هم در کار دفاعی مشارکت می‌کرد. تکل‌های قدرتی و بسیار سریع و خشن اکبرپور شاخصه بازی او محسوب می‌شد.

## بازی در تیم‌های ملی

### تیم ملی زیر ۲۳ سال
اکبرپور در سال ۱۳۸۱ و در جریان مسابقات آسیایی به عنوان تکنیکی‌ترین بازیکن تیم ملی فوتبال زیر ۲۳ سال ایران انتخاب گردید. وی همچنین عضو تیم ملی المپیک ایران در بازی‌های مقدماتی بازی‌های المپیک تابستانی ۲۰۰۴ بود.

### تیم ملی بزرگسالان ایران
بعد از آنکه سیاوش اکبرپور با تیم استقلال تهران در مسابقات لیگ برتر ایران در فصل ۸۶–۸۵ به مقام قهرمانی رسید، توسط سرمربی ایران امیر قلعه‌نویی برای بازی انتخابی جام ملت‌های آسیا در برابر تایوان به اردوی تیم ملی دعوت شد.

## افتخارات

### باشگاهی

#### استقلال تهران
- قهرمانی در لیگ برتر فوتبال ایران ۸۵-۸۴
- قهرمانی در لیگ برتر فوتبال ایران ۸۸-۸۷
- قهرمانی در لیگ برتر فوتبال ایران ۹۲-۹۱